# Барханный кот
Барханный кот, или барханная кошка (лат. Felis margarita) — вид семейства кошачьих.

## Название
Вид был открыт в Алжире (тогда — колония Франции) в 1858 году французским зоологом Виктором Жаном Франсуа Лошем, который дал ему латинское название лат. Felis margarita в честь генерала Жана Маргерита, участника завоевания Алжира.
В дальнейшем барханные коты ещё не раз «открывались» зоологами разных стран в местах, весьма отдалённых от первоначальной находки. Так, например, советский зоолог С. И. Огнёв в 1926 году обнаружил популяцию барханных котов в пустыне Каракумы в Туркменистане. Обычно первоначально новые находки описывались как новые виды, и лишь затем оказывались подвидами барханного кота.

## Внешний вид
Барханная кошка отличается одними из самых мелких размеров среди диких кошек: длина её тела 65—90 см, причем 40 % занимает хвост, высота в холке — 24—30 см; масса взрослых самцов — 2,1—3,4 кг, самки мельче. Голова большая и широкая, приплюснутая, с бакенбардами. Уши очень большие и широкие, без кисточек. Радужная оболочка глаз жёлтая, зрачок щелевидный. Лапы у барханной кошки короткие, сильные. Стопы покрывает жёсткая шерсть, которая защищает подушечки лап от ожогов горячим песком.

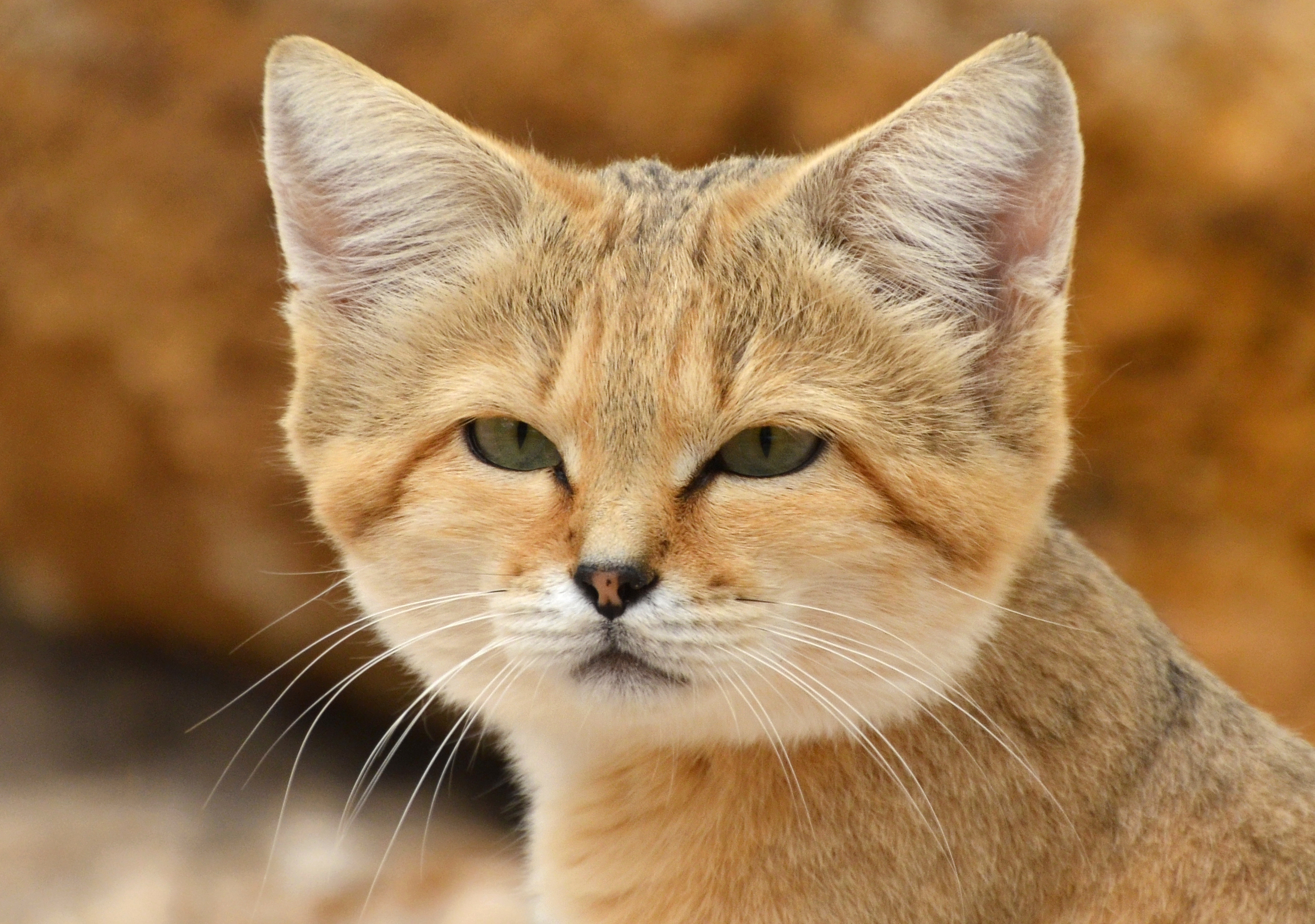

Мех у барханной кошки густой и мягкий, предохраняющий тело от низких ночных температур. Окрас покровительственный, варьирует от песчаного до светло-серого. На спине и хвосте имеются более тёмные, серо-коричневые полосы, которые однако часто сливаются с общим тоном меха. Рисунок на голове и лапах темнее и ярче выражен. Кончик хвоста черноватый или чёрный. Грудь и подбородок светлее по тону. В Средней Азии зимой у барханной кошки появляется более густая зимняя шубка тускло-песчаного цвета с серым налётом.

## Распространение и подвиды
Ареал барханной кошки имеет вид полосы, начинающейся в Сахаре (Алжир, Марокко, Чад, Нигер) и через Аравийский полуостров пролегающей в Центральную Азию (Туркменистан, Узбекистан, Казахстан) до окрестностей Нушки в Пакистане.
Известные следующие подвиды, различающиеся расцветкой:
- F. m. margarita — в Сахаре,
- F. m. airensis
- F. m. harrisoni — на Аравийском полуострове,
- F. m. meinertzhageni
- F. m. scheffeli — небольшая популяция в Пакистане,
- F. m. thinobia — Закаспийский барханный кот[1], в районе Каспийского моря (Иран, Туркменистан).

## Образ жизни и питание

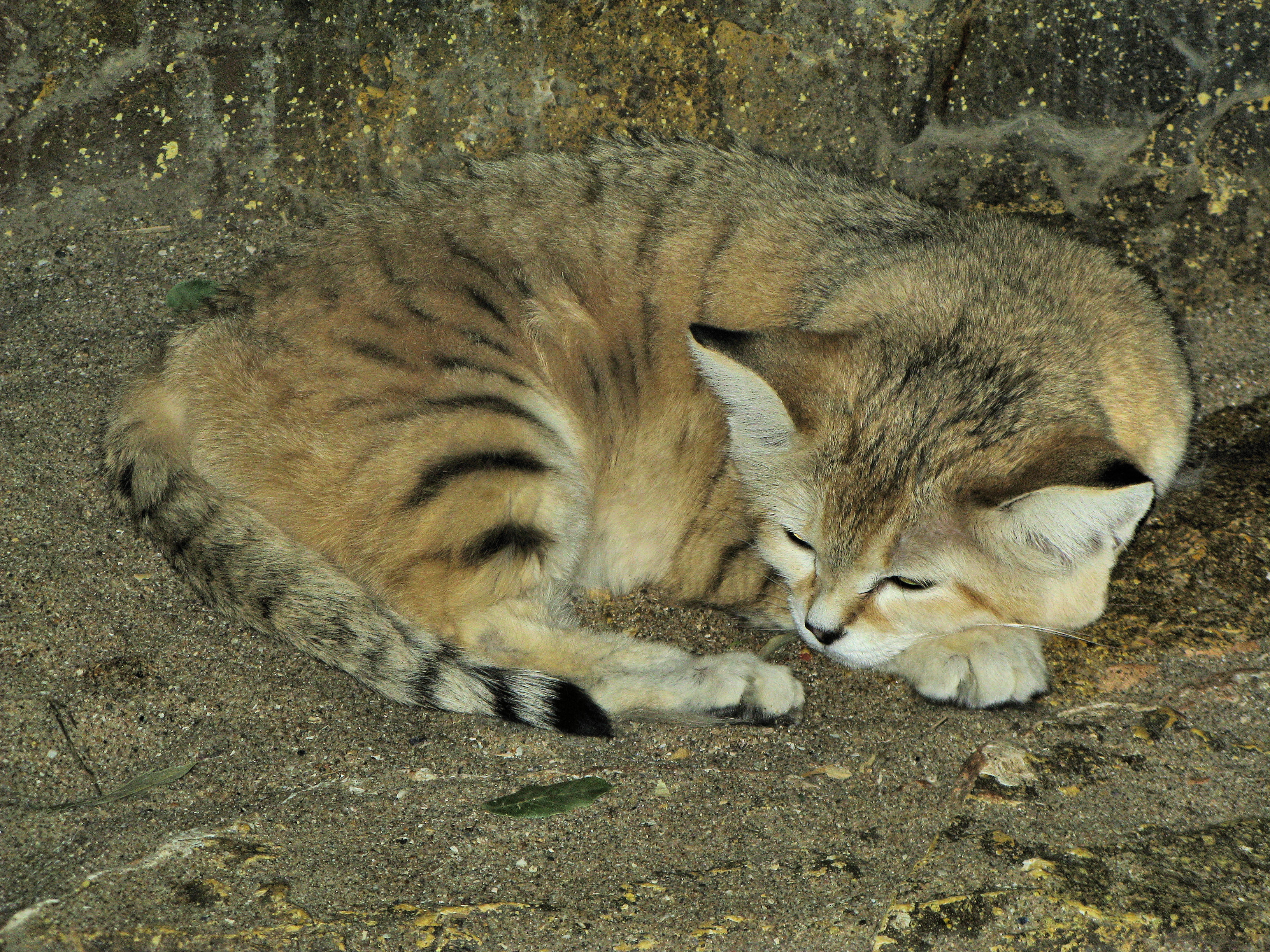

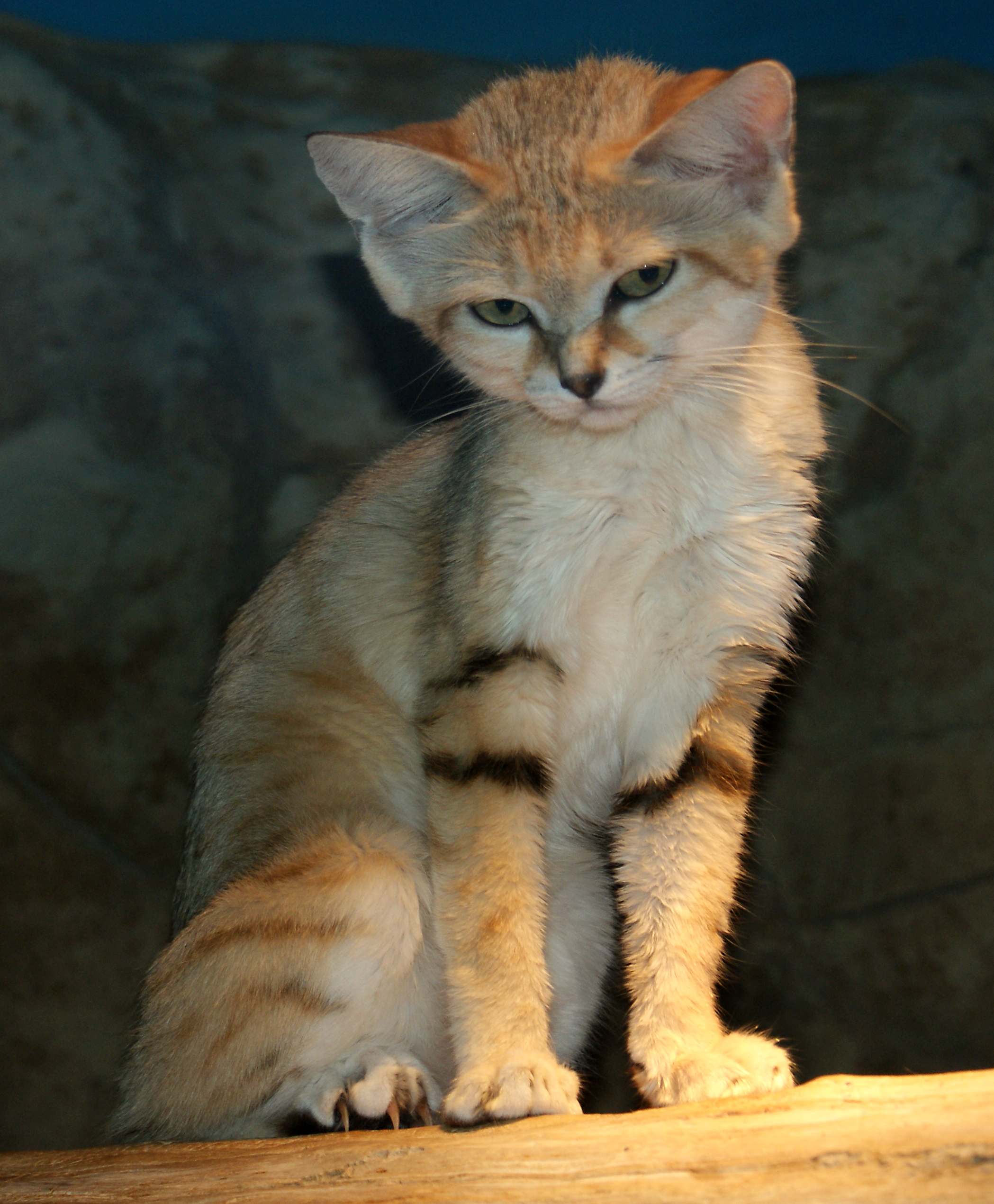
Котёнок

Барханная кошка обитает исключительно в жарких, засушливых районах. Её местообитания весьма разнообразны, от песчаных пустынь, практически лишённых растительности, до каменистых долин, заросших кустарниками. Изредка она встречается в глинистой пустыне и на каменистых прибрежных грядах.
Барханные кошки ведут строго ночной образ жизни. Только пакистанский подвид зимой и ранней весной активен главным образом в сумерках. От дневной жары они спасаются в убежищах — в старых норах лисиц, корсаков, дикобразов, а также в расширенных норках сусликов и песчанок. Иногда они самостоятельно роют неглубокие норы или ямки, где затаиваются в случае опасности. Домашние участки самцов и самок занимают в среднем 16 км² и часто пересекаются; в поисках пищи они порой проходят порядка 8—10 км.
Барханные кошки плотоядны; в их рацион входит практически вся дичь, которую они могут отыскать. Его основу составляют песчанки, тушканчики и другие мелкие грызуны, ящерицы, пауки и насекомые. Иногда зайцы-толаи и птицы, гнёзда которых разоряются. Барханная кошка также известна своей охотой на ядовитых змей (рогатая гадюка и тому подобных). Зимой она иногда приближается к селениям, но на домашних кошек и птиц не нападает. Большую часть влаги барханные кошки получают из пищи и могут долгое время обходиться без воды.
Естественные враги барханных кошек — большие змеи, вараны, хищные птицы и шакалы.

## Размножение
В неволе барханные кошки размножаются более одного раза в год. В природе их размножение сезонно и приурочено к местности. Так, в Сахаре сезон размножения продолжается с января по апрель, в Туркменистане он начинается в апреле, а в Пакистане длится с сентября по октябрь. Беременность длится 59—63 дня, в помёте обычно 2—5 котят, хотя их может быть до 8. В двухнедельном возрасте их глаза открываются, а в пятинедельном они покидают логово и начинают участвовать в охоте. В возрасте 6—8 месяцев молодые кошки уже относительно независимы, хотя половая зрелость у них наступает только в 9—14 месяцев.
В неволе барханные кошки доживают до 13 лет.

## Статус популяции и охрана
Барханная кошка занесена в Приложение II к Конвенции CITES (подвид Felis m. scheffeli). Однако общая численность её популяции неизвестна из-за особенностей среды её обитания и скрытного образа жизни. Примерно она оценивается в 50000 взрослых особей (1996). Барханные кошки не являются объектом охоты, однако их отлавливают на продажу. Они также страдают от разрушения естественной среды обитания. В целом, барханная кошка — наиболее «благополучный» вид среди диких кошек.